# Царевский (хутор)
Царевский — хутор в Россошанском районе Воронежской области.
Входит в состав Новопостояловского сельского поселения.

## География
На хуторе имеется одна улица — Лесная.

## Население
| 2010 |
| ---- |
| 8    |